# Menesia matsudai
Menesia matsudai là một loài bọ cánh cứng trong họ Cerambycidae.